# اسمال‌وود (نیویورک)
اسمال‌وود (به انگلیسی: Smallwood) یک منطقهٔ مسکونی در ایالات متحده آمریکا است که در شهرستان سولیوان، نیویورک واقع شده‌است. اسمال‌وود ۴٫۳ کیلومتر مربع مساحت و ۵۸۰ نفر جمعیت دارد و ۳۶۶ متر بالاتر از سطح دریا واقع شده‌است.